# Washington Whips
Washington Diplomats – amerykański klub piłkarski z siedzibą w Waszyngtonie. Drużyna występowała w lidze USA (1967) i NASL (1968), a jego domowym obiektem był Robert F. Kennedy Stadium. Zespół istniał w latach 1967–1968.

## Historia
Klub został założony w 1967 roku. W sezonie 1967 klub wystartował w lidze USA, gdzie kluby były reprezentowane przez piłkarzy z klubów zagranicznych, a Washington Whips reprezentowali piłkarze szkockiego Aberdeen. Klub zdobył wówczas wicemistrzostwo ligi. Po zakończeniu sezonu ligi USA i NPSL połączyły się ze sobą i utworzyły razem ligę NASL, w którym klub z Waszyngtonu wystartował w sezonie 1968, w którym zajął 2.miejsce w Dywizji Atlantyckiej i nie awansował do fazy play-off. Po sezonie klub został rozwiązany. Właścicielem klubu był Earl Foreman – późniejszy właściciel klubu koszykarskiej ligi ABA - Virginia Squires oraz prezydent ligi MISL. Patron stadionu – Edward T. Reynolds był spikerem klubu przed utworzeniem ligi NASL.

## Osiągnięcia

### USA
- Wicemistrzostwo USA: 1967

### Nagrody indywidualne
Jedenastka Sezonu USA
- 1967: Bobby Clark i Tommy McMillan

Jedenastka Dublerów NASL
- 1968: John Worbye i Victorio Casa

## Sezon po sezonie
| Sezon | Liga | Bilans meczów | Sezon                         | Playoff                |
| ----- | ---- | ------------- | ----------------------------- | ---------------------- |
| 1967  | USA  | 2–2–5         | 1.miejsce, Dywizja Wschodnia  | Finalista              |
| 1968  | NASL | 15–10–7       | 2.miejsce, Dywizja Atlantycka | Nie zakwalifikował się |

## Trenerzy
- 1967:  Harry Melrose
- 1968:  Andres Nagy
- 1968:  Hicabi Emekli[1]